# 3702 Trubetskaya
3702 Trubetskaya eller 1970 NB är en asteroid i huvudbältet som upptäcktes den 3 juli 1970 av den ryska astronomen Ljudmjla Tjernych vid Krims astrofysiska observatorium på Krim. Den har fått sitt namn efter Ekaterina Kozitskaja.
Asteroiden har en diameter på ungefär 18 kilometer.